# Хуан Шаньшань
Хуан Шаньшань  (кит.: 黄 珊汕, 18 січня 1986) — китайська стрибунка на батуті, олімпійська медалістка.

## Виступи на Олімпіадах
| Олімпіада   | Дисципліна | Місце   |
| ----------- | ---------- | ------- |
| Афіни 2004  | особисті   | 3       |
| Пекін 2008  | особисті   | 14 r1/2 |
| Лондон 2012 | особисті   | 2       |